# Max Voss
Max Voss (* 28. August 1863 in Essen; † 14. November 1927 in Quedlinburg) war ein deutscher Bauingenieur und kommunaler Baubeamter, der als Stadtbaurat in Quedlinburg wirkte. Nach ihm ist in Quedlinburg die über die Bode führende Vossbrücke benannt.

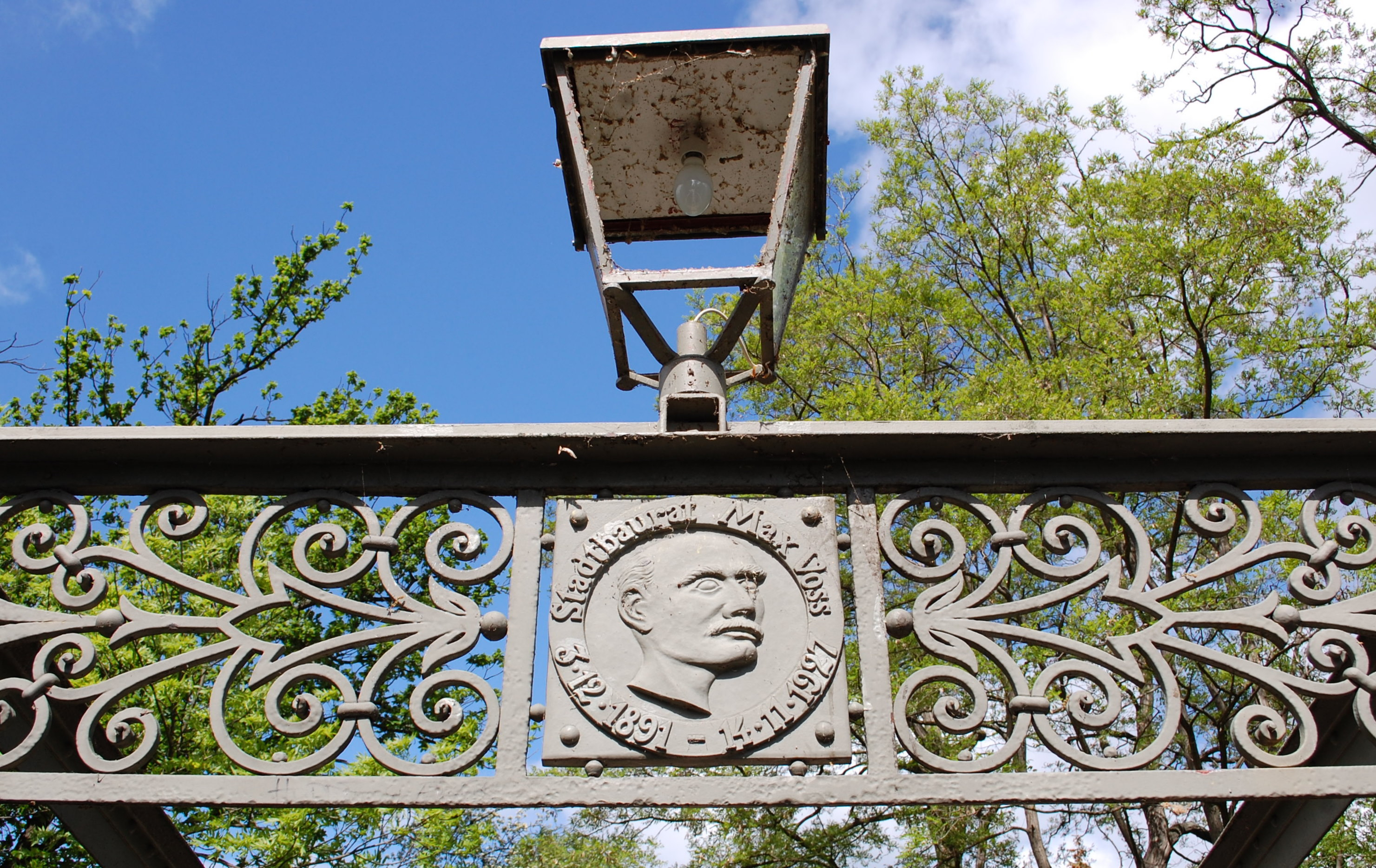
Darstellung Max Voss an der Vossbrücke in Quedlinburg

## Leben
Ab 1891 war Voss in Quedlinburg tätig. Unter seiner Führung wurde 1902 das örtliche Elektrizitätswerk den Städtischen Werken der Stadt angegliedert. Im Jahr 1903 wurde er Leiter des Quedlinburger Tiefbauamts. In dieser Funktion war er verantwortlich für die von 1907 bis 1909 ausgeführte Kanalisation der Stadt. Im Jahr 1927 war er am Projekt der Errichtung von Talsperren an der Rappbode beteiligt.
Ihm zu Ehren wurde eine Fußgängerbrücke Quedlinburgs als Vossbrücke benannt. Oberhalb der Brücke befindet sich eine bildliche Darstellung Voss.

## Schriften
- Ursachen und Wirkungen des Bodehochwassers vom 30. bis 31. Dezember 1925 und dessen Verlauf in Quedlinburg. Quedlinburg, 1926.
- Hochwasser der Bode und die städtischen technischen Betriebe in Quedlinburg am 30. und 31. Dezember 1925. Quedlinburg 1926.
- 25 Jahre des städtischen Elektrizitätswerkes in Quedlinburg am Harz 1902/1927. Quedlinburg 1927.